# 季姆琴基 (佩爾沃邁西基區)
49°13′20″N 36°8′33″E / 49.22222°N 36.14250°E
蒂姆琴基（烏克蘭語：Тимченки）是位於烏克蘭東部的村莊，由哈爾科夫州洛佐瓦區的比利亞伊夫卡市鎮負責管轄。該村始建於1854年，面積0.53平方公里，海拔高度155米，2001年人口54，人口密度每平方公里102.5人。